# 低温同時焼成セラミックス

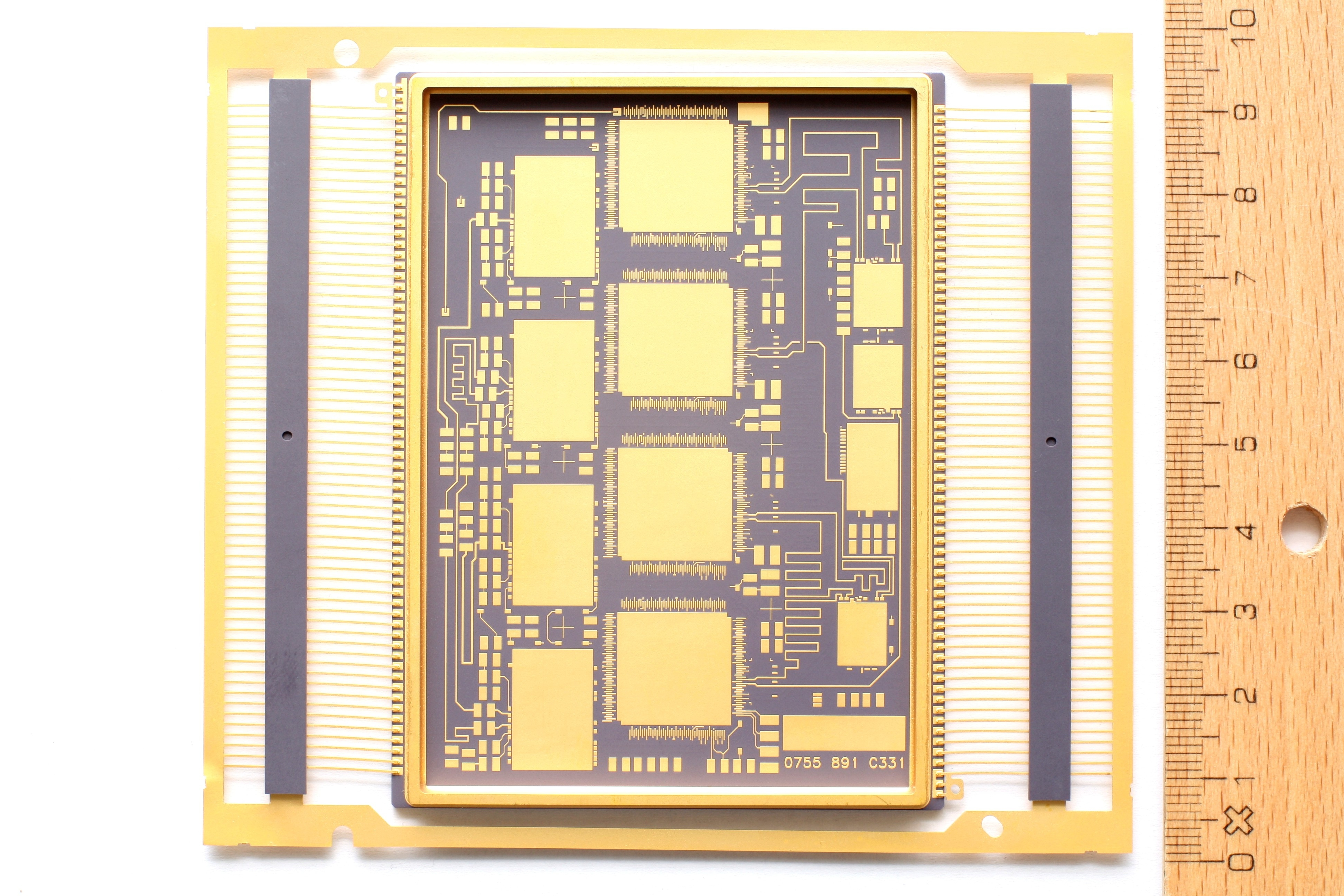
LTCC基板

低温同時焼成セラミックス（ていおんどうじしょうせいセラミックス、英: Low_temperature_co-fired_ceramic、LTCC）は、電子材料に使われるセラミックスの一種。セラミック担体構造と導電性抵抗、誘電体材料を1000℃未満の窯で同時に焼結することからこう呼ばれている。1つの層にコンデンサや抵抗器などを組み込んだものを複数組み合わせて電子基板として使用する。

## 歴史
当初は堅牢な基板を作るため、1950年代後半から1960年代初頭にかけて開発された。1960年代には、多層プリント回路基板として利用が拡大した。

## 利点
従来の電子材料用セラミックスは1500℃以上で焼成するため、タングステンやモリブデンなどの耐火性の金属がつかわれてきた。これらは比較的導体抵抗が高いため、信号伝播遅延などの問題が生じた。これを解決するため、アルミナにガラス系の成分を混ぜることにより焼成温度を900℃程度に下げ、導体抵抗の低い銀や銅を使うことが可能となった。コンデンサやインダクタなどを基板内に作り込むことにより、小型化にも寄与する。